# توئنیث سنچری پیکچرز
توئنیث سنچری پیکچرز (به انگلیسی: Twentieth Century Pictures, Inc.) یک شرکت تولید فیلم مستقل در هالیوود بود که در سال ۱۹۳۳ توسط جوزف شنک (رئیس سابق یونایتد آرتیستز) و داریل اف زانوک از طرف برادران وارنر ایجاد شد. محصولات این شرکت توسط یونایتد آرتیستس توزیع می شد و فیلم هایش در استودیوی ساموئل گلدوین تولید می شد. 